# Montenegro i Eurovision Song Contest 2015
Montenegro deltog i Eurovision Song Contest 2015 i Wien i Österrike. Deras bidrag valdes genom ett internval, organiserat av den montenegrinska programföretaget RTCG. Knez utsågs att representera Montenegro med låten Adio.

## Internvalet
Den 9 september 2014 RTCG bekräftade att Montenegro skulle delta i Eurovision Song Contest 2015. Senare den 2 oktober 2014 avslöjade programföretaget att Montenegros bidrag skulle väljas via ett internval.
RTCG presenterade vid en presskonferens den 31 oktober 2014 i Podgorica Knez som Montenegros artist för 2015 tävlingen. Knez har tidigare försökt att representera Montenegro i Eurovision Song Contest 2008, där han placerades trea i en audition. Knez försökte också att representera Serbien och Montenegro 2004, där han placerade 17 i den nationella finalen med låten "Navika".

## Under Eurovision
Montenegro deltog i den andra semifinalen den 21 maj. De kom till final, där de hamnade på 13:e plats.